# Марціновський Ярослав Михайлович
Ярослав Михайлович Марціновський (1986—2023) — український військовослужбовець, солдат Збройних сил України, учасник російсько-української війни, що відзначився у ході російського вторгнення в Україну. Герой України (2024, посмертно).

## Життєпис
Народився в селі Ценява Івано-Франківської області. Після закінчення школи навчався у Коломийському індустріально-педагогічному фаховому коледжі, здобув фах маляра-штукатура.
Працював на будівництві у Києві. Тривалий час мешкав у селищі Лисець Івано-Франківського району.
Після початку повномасштабної війни став до лав Збройних Сил України, був гранатометником у 47-й окремій механізованій бригаді.
Загинув 8 червня 2023 року під час виконання бойового завдання поблизу села Новоданилівка Запорізької області.
28 червня 2023 року похований із військовими почестями у рідному селі.
12 травня 2025 року Президент України Володимир Зеленський вручив орден «Золота Зірка» членам родини Ярослава Марціновського. Під час заходу було повідомлено, що він «у серпні 2023 року у складі штурмової роти зачищав окопи в районі Роботиного. Під час руху штурмової групи поруч прилетіла ворожа граната. Коли Ярослав Марціновський намагався її викинути, стався вибух. Своїм тілом він закрив побратимів від більшої частини уламків, але внаслідок поранення загинув на місці...».

## Нагороди
- Звання Герой України з удостоєнням ордена «Золота Зірка» (11 грудня 2024, посмертно)[2].